# Tipula (Lunatipula) modoc
Tipula (Lunatipula) modoc is een tweevleugelige uit de familie langpootmuggen (Tipulidae). De soort komt voor in het Nearctisch gebied.